# Crucifix de Giovanni di Francesco (San Donnino)
Le Crucifix du Maestro di San Francesco (Pérouse) est un  grand crucifix peint  en  tempera et or sur bois, réalisé au milieu du Quattrocento par  Giovanni di Francesco del Cervelliera. Il est exposé à Sant'Andrea du frazione  Donnino de Campi Bisenzio.

## Histoire
Le « crucifix » est attribué pour la première fois... 

## Description
La posture du  Christ échappe aux types  Christus dolens ou patiens, des siècles précédents en en sophisticant les détails :
- La tête est légèrement penchée sur l'épaule.
- les yeux sont fermés sans douleur apparente.
- le visage est serein.
- les cheveux ne débordent pas sur les épaules
- les plaies saignantes (mains, pieds et flanc droit) sont d'un rouge vif conventionnellement.
- le corps n'est ni tordu ni déhanché, mais droit comme le  Christus triumphans.
- pas de schématisation des muscles et des côtes.
- le périzonium est court opaque dévoilant l'amorce du pubis.
- les pieds sont croisés sous un même clou.
- Le Golgotha n'est pas suggéré mais clairement peint.

Le crucifix comporte des scènes annexesLes extrémités de la croix (tabellone) sont en forme de carrés quadrilobés débordant au-delà de la croix peinte couleur bois :
- à gauche : Marie en buste, pleurant, les mains tendus vers son fils.
- à droite : Jean en buste, pleurant, les mains jointes.
- en haut sur le tabellone de la cimaise : Dieu le père bénissant de la main droite, tenant l'Alpha et l'Oméga de la main gauche visibles sur un livre ouvert.
- en dessous, le titulus  affichant l'INRI.
- les flancs latéraux du Christ  ne comportent que les bords d'un carré quadrilobé de la même couleur foncée du fond au-delà de la croix.
- en bas sur le soppedaneo : sur le fond rocheux stylisé du Golgotha, Marie-Madeleine vêtue de rouge et de vert tenant un phylactère affichant la sentence en latin MORTE.TRIBVS.DIEBVS.SONO.VS.

## Analyse stylistique
A contrario de nombre de crucifix peints des siècles précédents, ici le chantournement ne correspond pas au plus juste de la forme de la croix, mais crée un fond  dans lequel s'inscrit plus étroitement la croix du Christ peinte figurativement couleur bois. La dorure du contour  rencontrant les angles des carrés et les arrondis des lobes accentue cette distanciation.
La posture du Christ mêle allègrement les différenciations  gothique, byzantine puis celles des Primitifs italiens pour y établir le style clairement les influences diverses que subit le peintre de l'école florentine Renaissance du Quattrocento.